# Tanya Roberts
Tanya Roberts, nome artístico de Victoria Leigh Blum, (Nova Iorque, 15 de outubro de 1949 – Los Angeles, 4 de janeiro de 2021) foi uma atriz norte-americana mais conhecida por sua participação na série de televisão Charlie's Angels , pelo papel-título de Sheena, A Rainha das Selvas e como a bond girl de 007 Na Mira Dos Assassinos.

## Biografia
Roberts cresceu no Bronx, um dos bairros mais violentos de Nova Iorque, filha de um vendedor de canetas-tinteiro, e abandonou os estudos aos quinze anos para se casar. Viveu com o marido de pouso em pouso pelos Estados Unidos, até que sua madrasta anulou o casamento. Ela voltou a Nova Iorque e passou a trabalhar como modelo e professora de dança. Após casar novamente com um estudante de psicologia, que começou carreira como roteirista, Tanya foi estudar no Actor's Studio com Lee Strasberg.
Trabalhando na década de 1970 como modelo de comerciais, Tanya chegou ao estrelato em 1980 a vencer duas mil concorrentes pelo papel de Julie Rogers, no que seria a última temporada do seriado Charlie's Angels, o que fez explodir sua popularidade e lhe deu rendeu convites para projetos ambiciosos, a capa da revista People e uma capa e ensaio de nu na revista Playboy, em 1982.

## Carreira
Nos anos seguintes fez o papel principal de Sheena e a principal bond girl do último filme de Roger Moore como James Bond, A View to a Kill, em 1985.
Depois destes triunfos na primeira metade da década de 1980, a carreira de Tanya começou a cair vertiginosamente. Sem trabalho nos filmes de primeira linha que desejava fazer, passou a estrelar filmes de ação e suspense eróticos para televisão a cabo, incluindo a série erótica Hot Line concorrendo com a então rainha do gênero, Shannon Tweed.
Em 1998, entretanto, voltou à popularidade com as audiências jovens nos Estados Unidos, participando do seriado That '70s Show como a sexy mãe Midge Pinciotti, sucesso de audiência no país, mas que acabou deixando em 2001, devido a problemas de saúde de seu marido, que morreu em 2006 após um casamento de 32 anos com a atriz.

## Morte
Roberts morreu em 4 de janeiro de 2021, aos 65 anos, no Cedars-Sinai Hospital em Los Angeles. A causa da morte de Roberts foi uma infecção urinária.

## Filmografia
- 1975 - Forced Entry
- 1976 - The Yum-Yum Girls
- 1978 - Fingers
- 1978 - Zuma Beach (filme para a televisão)
- 1979 - Pleasure Cove (filme para a televisão)
- 1979 - Tourist Trap
- 1979 - Racquet
- 1979 - California Dreaming
- 1980 - Waikiki (filme para a televisão)
- 1980 - Charlie's Angels (br: As Panteras / pt: Anjos de Charlie) (série de televisão)
- 1982 - The Beastmaster
- 1983 - Murder Me, Murder You (filme para a televisão)
- 1983 - I Paladini – storia d'armi e d'amori
- 1984 - Sheena (br: Sheena, a Rainha das Selvas)
- 1985 - A View to a Kill (br: 007 Na Mira Dos Assassinos / pt: 007 - Alvo Em Movimento)
- 1987 - Body Slam
- 1988 - Purgatory
- 1990 - Night Eyes
- 1991 - Inner Sanctum
- 1991 - Legal Tender
- 1992 - Almost Pregnant
- 1994–1996 - Hot Line (série de televisão)
- 1998–2003 - That '70s Show (série de televisão)
- 2005 - Eve (série de televisão)
- 2005 - Barbershop (série de televisão)